# Бовкун
Бовку́н — село в Україні, Таращанської міської громади Білоцерківського району Київської області. Населення становить 230 осіб.

## Історія
До кінця 1880-х років село належало до Лисовицької волості, потім до Кошеватської волості, Таращанський повіт, Київська губернія.
З часів утворення Таращанського району (приблизно в 1930-х роках) до 2020 року село було у Таращанському районі, після адмінреформи 2020 року у складі Таращанської міської громади Білоцерківського району Київської області.

## Люди
В селі народився  Дяченко Григорій Онуфрійович (1896—1972) — співак (тенор), хоровий диригент, композитор.